# Kunigiškiai (Jonava)
Kunigiškiai ist der südliche Stadtteil der litauischen Stadt Jonava im Bezirk Kaunas. Die besiedelte Wohngegend befindet sich an der  A6-Fernstrasse (Kaunas–Zarasai–Daugavpils), am linken Ufer der Neris. Der Name des Stadtteils stammt aus dem nördlichen Teil des ehemaligen Dorfs Kunigiškiai in der Rajongemeinde Jonava, im Amtsbezirk Dumsiai. Kunigiškiai ist jetzt ein Gartenrajon.